# 투사부일체
《투사부일체》(鬪師父一體, My Boss, My Teacher)는 시네마제니스에서 제작된, 대한민국의 코믹 액션 영화이다. 두사부일체의 후속작이며, 감독은 김동원이 맡았다.

## 줄거리
고졸 검정고시를 치른 계두식. 두목 오상중은 요즘은 조폭도 대졸은 되어야 한다며 대학에 가라는 것이 아닌가. 일단 사범대에 진학하기는 했지만 학업에 대한 열정은 쥐뿔도 없었기에 부하 상두에게 대리출석을 시키며 근근이 버티고 있었다. 하지만 사범대를 졸업하기 위한 필수조건인 교생실습만큼은 대리출석으로 대처가 불가능했기에 어쩔 수 없이 자신이 나서게 된다. 그런데 실습첫날, 두식은 자신과 같은 만학도를 만나게 됐다. 바로 자신에게 대학을 가라고 권했던 상중이었다. 전학과 휴학을 반복하느라 졸업이 늦어진 상중은 이번에는 반드시 졸업해야 한다며 조직에는 비밀로 해달라고 덧붙였다. 그리고 학교에서는 선생과 학생 신분이므로 자길 두목으로 대하지 말라고 덧붙이지만 당연히 두식은 어려워했다. 또한 두식의 교생실습에는 학교안에 숨겨진 비리로 제동이 걸렸다.

## 캐스팅

### 주요 인물
- 계두식 : 정준호
- 김상두 : 정웅인
- 대가리 : 정운택
- 오상중 : 김상중
- 양동팔/이진수 : 강성필

### 주변 인물
- 최나영 : 최윤영
- 유미정 : 한효주
- 이광규 : 박용기
- 신강남 : 임세호
- 교장 : 박용식
- 교감 : 이기열
- 강기성 : 전창걸

### 그 외 인물
- 미정 할머니 : 손영순
- 최 의원 : 김응수
- 안 검사 : 전수환
- 중달 : 김태환
- 선생 1 : 강준영
- 선생 2 : 이상훈
- 미란 : 김리나
- 영식 : 이진수
- 희석 : 이희석
- 덕팔 : 조창현
- 달봉 : 김지헌
- 이윤진 : 나현주
- 반장 : 오이나
- 최명식 : 일호
- 안성진 : 정진호
- 3학년 8반 학생들 : 김단비
- 3학년 8반 학생들 : 김동성
- 3학년 8반 학생들 : 김해나
- 3학년 8반 학생들 : 박기연
- 3학년 8반 학생들 : 박민애
- 3학년 8반 학생들 : 박은비
- 3학년 8반 학생들 : 박현수
- 3학년 8반 학생들 : 백용석
- 3학년 8반 학생들 : 설환
- 3학년 8반 학생들 : 유안나
- 3학년 8반 학생들 : 이기오
- 3학년 8반 학생들 : 이송
- 3학년 8반 학생들 : 이승연
- 3학년 8반 학생들 : 이재원
- 3학년 8반 학생들 : 이혁수
- 3학년 8반 학생들 : 장민경
- 3학년 8반 학생들 : 장순호
- 3학년 8반 학생들/삼합회 통 : 전재홍
- 3학년 8반 학생들 : 정다은
- 3학년 8반 학생들 : 조수정
- 3학년 8반 학생들 : 최영미
- 중간보스 1 : 최호원
- 중간보스 2 : 최영진
- 중간보스 3 : 이진걸
- 중간보스 4 : 김필수
- 삼합회 보스 : 최융환
- 삼합회 1 : 장준녕
- 삼합회 2 : 최창환
- 팬시점 점원 : 최선영
- 홍콩 보안요원 : 케니
- 홍콩 공안 1 : 권유진
- 홍콩 공안 2 : 이배훈
- 제니스파 보스 : 윤택상
- 두찬 부 : 백남렬
- 나가요 언니 : 지양명
- 형사 1 : 안경철
- 형사 2 : 김영식
- 핫도그 건달 : 김성근
- 대가리 수하 1 : 서상욱
- 대가리 수하 2 : 한준수
- 꼴통이 : 민경국
- 오토바이 1 : 박주태
- 오토바이 2 : 유지학
- 호랑나비 밴드 : 김형민
- 호랑나비 밴드 : 윤호현
- 호랑나비 밴드 : 박근우
- 호랑나비 밴드 : 김주경
- 호랑나비 밴드 : 이선미

### 우정출연
- 뉴스 아나운서 : 임성민
- 미란 언니 : 이태란
- 진수 : 하하
- 대가리의 부인 춘자 : 춘자
- 과외 교사 : 김홍식

## 제작진
- 감독 : 김동원(대행)
- 조감독 : 강철우(대행)
- 연출부 : 곽병관, 이정우, 박진영, 최선영
- 스크립터 : 박현혜
- 각본 : 김동원, 강석범, 이윤진
- 각색 : 강철우, 곽병관, 송자훈
- 촬영 : 이후곤
- 촬영부 : 김병승, 노승보, 강호규, 박성준, 김명관
- 조명 : 김유신
- 조명부 : 장동훈, 조대연, 홍석보, 안창윤, 이길규, 이정현
- 스틸 : 정선직
- 기획 : 서정
- 프로듀서 : 최주섭
- 제작 : 김두찬
- 제작이사 : 이우상
- 제작부장 : 이배훈, 김병곤
- 제작진행 : 김수완, 조정환, 이하영
- 제작회계 : 김은수
- 투자회계 : 허영애
- 제작투자 : 최성민
- 공동투자 : 김주성, 김용빈, 김성일, 이재혁, 안형조, 허대영, 김동준, 이효승
- 투자책임 : 권영환
- 배급 : 김정아
- 배급진행 : 강경호, 정태선, 노가영, 강문환, 백소연, 최윤호, 이한대
- 해외배급진행 : 김성은, 이용신, 강성경, 문경남, 이관영, 조창범, 이정은, 채민경, 김대연, 박상욱
- 동시녹음 : 최재호
- 음향 : 김석원
- 음악 : 김시환
- 미술 : 민정기
- 미술/소품팀 : 백혜성, 김현정, 조아영, 최유경, 김건우
- 특수효과 : 김태용
- 특수효과팀장 : 이주환
- 특수효과팀 : 김광진, 조준범, 김동인, 이종민
- 시각효과 : 서경훈
- 분장/헤어 : 김종현, 김보람
- 의상 : 권유진
- 세트 : 임영일
- 편집 : 최재근, 엄진화, 정광진
- 무술감독 : 임세호
- 스토리보드 : 곽승진
- 현장편집 : 이승민
- 현상 : 헐리우드현상소
- 메이킹 : 이성민, 김영국, 장기화
- 촬영B팀 : 단혁태, 윤남주
- 스테디캠 : 김민수
- 조명B팀 : 남기봉, 김진우, 맹수진
- 세트시공 : 오재관, 강승호, 한호열, 박상철
- 세트지원 : 부산영상위원회
- 의상팀장 : 최의영
- 의상팀 : 강차욱, 최선화, 황윤정
- 녹음팀 : 김창훈, 이관형, 이관형, 이상섭
- 예고편 : 김종석, 김규해, 이민재
- 홈페이지 : 김성동, 송정은, 신진석, 조정식
- 포스터사진 : 윤형문
- 영상장비 : 조근성, 김영천 (영화사랑)
- 발전차 : 김영하
- 조명장비 : 한빛라이트
- 필름 : 윤관노, 정미헌 (필름마트)
- 촬영버스 : 신순식, 최찬호
- 렉카차 : 우금호
- 보험 : 유인종 (현대해상)
- 재무회계 : 이성미
- 캐스팅디렉터 : 이승현
- 제작관리 : 박덕배, 김수완, 김신애
- 마케팅책임 : 강지연
- 마케팅진행 : 이점애, 김승규, 박영희, 백지원
- 마케팅관리총괄 : 박민정
- 마케팅관리 : 정은선, 신영희
- 해외마케팅관리 : 추성희
- 마케팅지원 : 송성우
- PPL마케팅 : 최융환
- 광고디자인 : 진상현, 지윤하, 이주승, 백봉정
- 카피 : 정승혜
- 온라인마케팅 : 김진희, 안미연, 곽효경
- 광고대행 : 백현화, 강연화, 심상원
- 인쇄 : (주)대경토탈

## 제작영화사
- 제작사 : 시네마제니스
- 공동제작사, 공동제공 : 주머니엔터테인먼트, 필름지
- 제공 : 유니코리아
- 공동제공 : CJ 엔터테인먼트, KN 엔터테인먼트, 헤드라인정보통신, J&H 엔터프라이즈, HUB 엔터테인먼트, 센츄리온기술투자
- 배급사 : CJ 엔터테인먼트

## 사운드 트랙
| #   | 제목                               | 가수              | 재생 시간 |
| --- | ---------------------------------- | ----------------- | --------- |
| 1.  | 〈Wonderful World (Rock Ver)〉     | 클리브 도우글라스 | 1:56      |
| 2.  | 〈아침의 교정〉                    |                   | 1:25      |
| 3.  | 〈카지노에서의 결투〉              |                   | 1:27      |
| 4.  | 〈단체기합〉                       |                   | 1:36      |
| 5.  | 〈모형비행기〉                     |                   | 0:42      |
| 6.  | 〈Wonderful World (Original Ver)〉 | 클리브 도우글라스 | 2:10      |
| 7.  | 〈놀이터〉                         |                   | 1:03      |
| 8.  | 〈놀이터〉                         |                   | 1:05      |
| 9.  | 〈Wonderful World (Bossa Ver)〉    | 말로 (Malo)       | 2:44      |
| 10. | 〈답안지 조작〉                    |                   | 0:55      |
| 11. | 〈Wonderful World (Sad Ver)〉      | 말로 (Malo)       | 4:03      |
| 12. | 〈죽음의 왈츠〉                    |                   | 1:31      |
| 13. | 〈마지막 수업〉                    |                   | 1:30      |
| 14. | 〈종이비행기〉                     |                   | 1:47      |
| 15. | 〈헷갈려〉                         | Cool Age          | 3:45      |
| 16. | 〈헷갈려〉                         | 우라늄밴드        | 3:50      |

## 가공 인물
- 강성고등학교(신장고등학교)

## 같이 보기
- 두사부일체
- 상사부일체